# Charles Umbs
Charles Umbs (Wisconsin, 29 aprile 1876 – Saint Louis, 10 febbraio 1958) è stato un ginnasta e multiplista statunitense.

## Carriera
Umbs partecipò ai Giochi olimpici di Saint Louis 1904 nelle gare di triathlon e ginnastica. Giunse quinto nel concorso a squadre, diciassettesimo nel concorso generale individuale, quarantasettesimo nel triathlon e quindicesimo nel concorso a tre eventi.